# Gramatický rým
Gramatický rým je rým, v němž se shodují mluvnické kategorie koncových slov (slovní druh, rod, pád, číslo, osoba, čas, rod, vid atp.). Jsou-li tato slova různé délky a liší se alespoň o 3 slabiky, rým se za gramatický nepovažuje.
Gramatické rýmy se v některých obdobích považovaly za sémanticky nekvalitní a málo vynalézavé (odtud jejich jiné označení jako plané) a autoři se jim proto snažili vyhýbat. Používají je však i nejvýznačnější básnící, mimo jiné i Otokar Březina.

## Příklady gramatického rýmu
- dívá – zpívá
- volno – bolno
- vráska – láska
- vyjmutý – zakletý
- zvedá – hledá

Gramatické rýmy jsou často používány například ve Večerních písních od Vítězslava Hálka.
Kdyby ten slavíček

s svou družkou přebýval,

on by tak žalostně

o lásce nezpíval.

Kdyby to srdéčko

s Tebou noc probdělo,

však by tak bolestně

v těch ňadrech neznělo.